# Working Class Hero
〈Working Class Hero〉(한국어: 노동 계급의 영웅)은 존 레논의 첫 정규 솔로 음반 《John Lennon/Plastic Ono Band》에 수록된 노래다. 노래는 사회 계급의 차이에 대한 논평 및 비판을 다루며, 노동 계급에서 자라나는 누군가의 이야기를 들려주고 있다. 1970년 12월 《롤링 스톤》의 잔 웬너와의 인터뷰에서, 레논은 기계에 들어가 중간 계급으로 가공되는 노동자 계급의 개인에 관한 내용이라고 말했다.
〈Working Class Hero〉는 통기타 연주를 연주하고, 노래를 부른 레논만이 참여했다. 코드 진행은 매우 간단하다. 대부분 A-minor 및 G-major으로 구성되어 있고, 코러스의 한 줄에서 D-major로 잠시 우회한다. 레논은 이 노래 리프에 해머온 픽 주법을 사용했다.

## 참여 인원
- 존 레논 – 보컬, 통기타